# Martin B-57 Canberra
Chiếc Martin B-57 Canberra là một kiểu máy bay ném bom và máy bay trinh sát phản lực hai động cơ được đưa vào hoạt động trong những năm 1950. Nguyên thủy dựa trên kiểu máy bay English Electric Canberra Anh Quốc, chiếc B-57 do Hoa Kỳ chế tạo được phát triển thành nhiều phiên bản độc đáo.

## Thiết kế và phát triển
Khi Chiến tranh Triều Tiên nổ ra vào năm 1950, Không quân Hoa Kỳ nhận ra nhu cầu khẩn thiết phải có một máy bay can thiệp hoạt động trong mọi thời tiết. Kiểu máy bay động cơ piston Douglas A-26 Invader bị giới hạn trong điều kiện ban ngày hay thời tiết tốt và cũng không được cung cấp đầy đủ. Do đó, vào ngày 16 tháng 9 năm 1950, Không quân Hoa Kỳ mở gói thầu cạnh tranh về một kiểu máy bay ném bom phản lực đạt được tốc độ tối đa 1.020 km/h (630 dặm mỗi giờ), trần bay 12.190 m (40.000 ft), và tầm bay xa 1.850 km (1.150 dặm). Khả năng bay trong mọi điều kiện thời tiết và vai trò trinh sát thứ yếu cũng được yêu cầu trong thiết kế. Để xúc tiến nhanh kế hoạch, chỉ có những dự án dựa trên các máy bay sẵn có được xem xét đến. Các kiểu mẫu tham gia bao gồm Martin XB-51, North American B-45 Tornado và AJ Savage. Trong một động thái cực kỳ hiếm hoi, những kiểu máy bay nước ngoài là Avro Canada CF-100 Canuck của Canada và chiếc English Electric Canberra của Anh Quốc cũng được xem xét đến. Kiểu AJ và B-45 nhanh chóng bị bỏ qua vì thiết kế đã lạc hậu không có tiềm năng tiếp tục phát triển. Chiếc CF-100 thì quá nhỏ và không đủ tầm bay xa. Thiết kế XB-51, cho dù rất hứa hẹn và nhanh hơn nhiều, lại không có độ cơ động cần thiết, khoang bom nhỏ, tầm bay xa và trữ lượng nhiên liệu bị giới hạn.

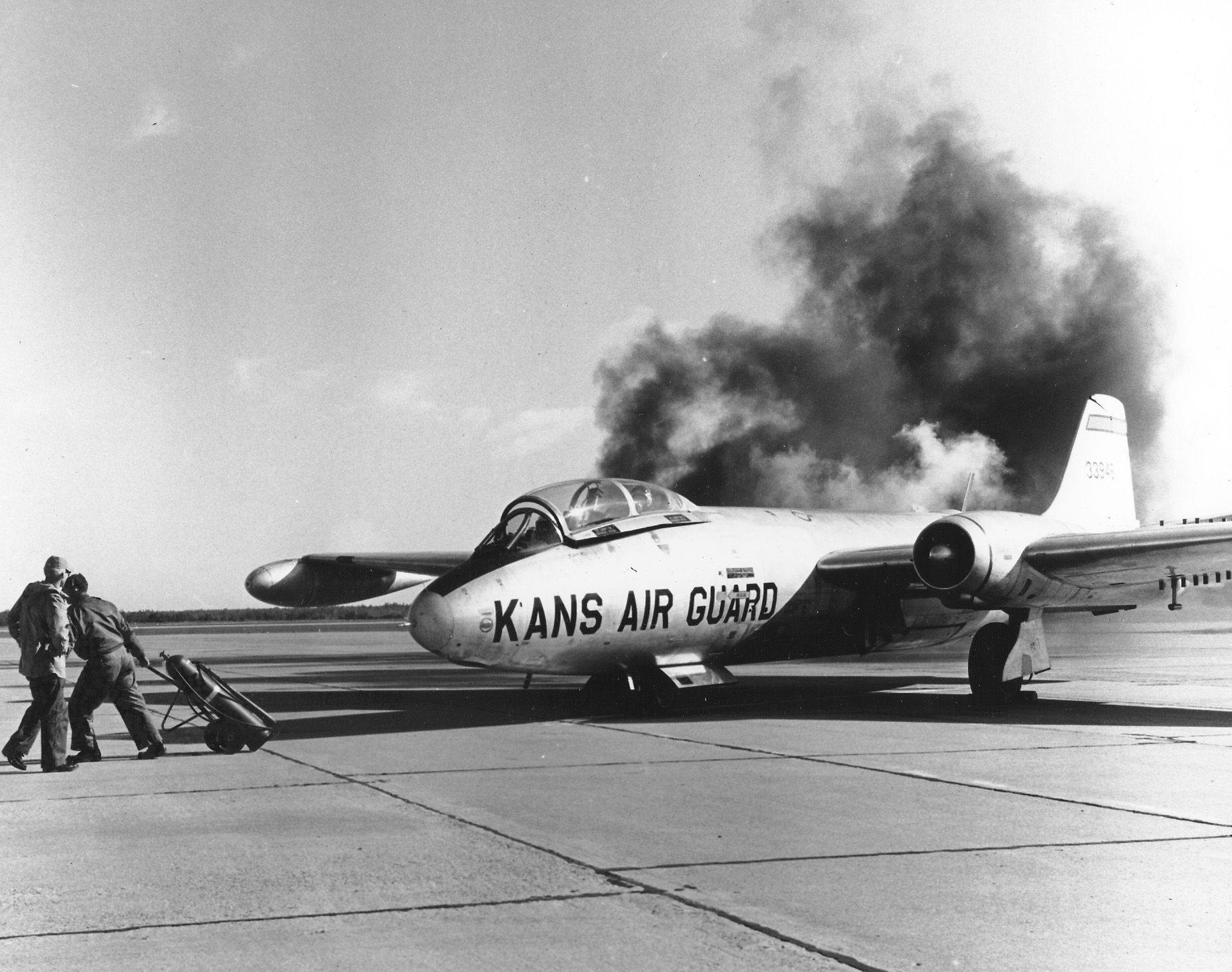
Một chiếc RB-57B đang khởi động động cơ với cartridge thuốc pháo, thải ra rất nhiều khói đen.

Vào ngày 21 tháng 2 năm 1951, một chiếc Canberra B.2 Anh Quốc trở thành chiếc máy bay phản lực đầu tiên thực hiện một chuyến bay không nghỉ không tiếp thêm nhiên liệu, vượt Đại Tây Dương đến Hoa Kỳ để được Không quân Mỹ đánh giá. Chiếc Canberra trở thành người thắng cuộc một cách rõ ràng vào ngày 26 tháng 2 sau cuộc bay loại cùng với chiếc XB-51. Vì hãng English Electric không có khả năng sản xuất đủ máy bay cho cả Không quân Hoàng gia Anh và Không quân Hoa Kỳ, vào ngày 3 tháng 4 năm 1951, hãng Martin được trao giấy phép nhượng quyền để sản xuất kiểu Canberra tại Hoa Kỳ, và được đặt tên là B-57 (Martin Kiểu 272). Nhằm đẩy nhanh việc sản xuất, chiếc B-57A đầu tiên hầu như giống hệt kiểu Canberra B.2 ngoại trừ động cơ Armstrong Siddeley Sapphire mạnh mẽ hơn có lực đẩy 7.200 lbf (32 kN), cũng được chế tạo theo giấy phép nhượng quyền tại Hoa Kỳ dưới tên gọi Wright J65. Thêm vào đó, nóc buồng lái và cửa sổ thân được sửa đổi đôi chút, số thành viên đội bay giảm từ ba còn hai người, bổ sung thêm thùng nhiên liệu ở đầu chót cánh, nắp động cơ được cải tiến bổ sung thêm các khe làm mát, và cửa khoang bom theo kiểu "vỏ sò" thông thường được thay thế bằng kiểu xoay có độ cản thấp vốn được thiết kế cho chiếc XB-51.
Chiếc máy bay cất cánh lần đầu tiên vào ngày 20 tháng 7 năm 1953, và được Không quân Hoa Kỳ chấp nhận vào ngày 20 tháng 8. Trong thời gian từ năm 1953 đến năm 1957, có tổng cộng 403 chiếc B-57 đã được chế tạo.

## Lịch sử hoạt động

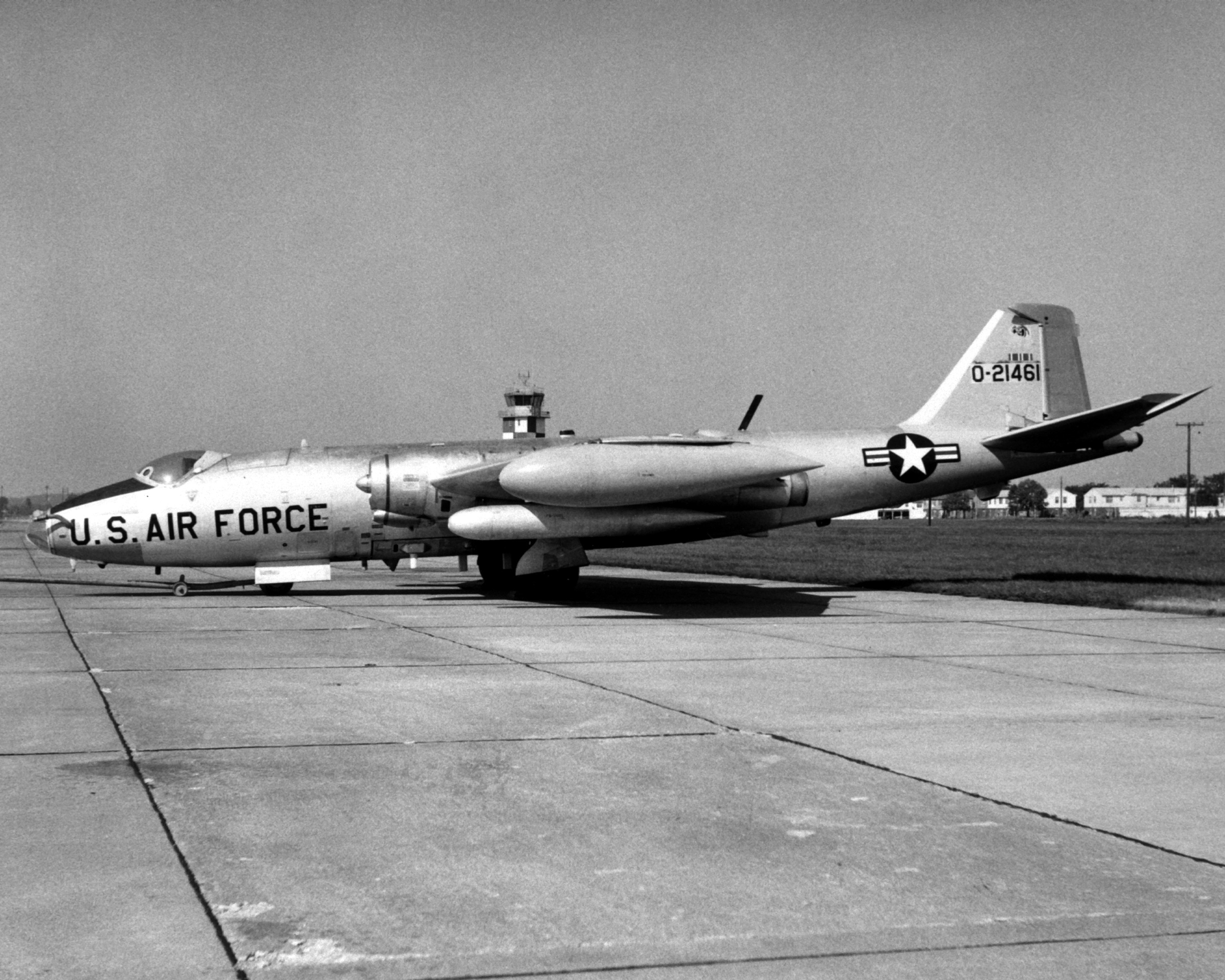
Một chiếc EB-57A đang đậu tại Căn cứ Không quân Scott, 1969.

Chiếc B-57A đã được Không quân Mỹ cho là không sẵn sàng để hoạt động và những chiếc máy bay này chỉ được sử dụng để thử nghiệm và phát triển. Một trong những chiếc máy bay được tặng cho Cơ quan Quốc gia Hải dương và Khí quyển (National Oceanic and Atmospheric Administration) và được trang bị vòm radar mới dùng trong việc theo dõi các cơn cuồng phong. Lý do cho việc giới hạn sản xuất này rõ ràng là do người ta cho rằng chiếc B-57A Anh Quốc không phù hợp để hoạt động trong Không quân Mỹ. Những mối bất đồng đặc biệt là do kiểu sắp xếp vị trí trong buồng lái và thiếu các khẩu súng, vì chiếc Canberra Anh Quốc được thiết kế như là một máy bay ném bom tầm cao tốc độ cao hơn là cho một nhiệm vụ hỗ trợ gần mặt đất. Kiểu cuối cùng B-57B áp dụng buồng lái mới sắp xếp theo kiểu vị trí trước-sau với nóc buồng lái dạng bọt nước, các động cơ giờ đây được khởi động với cartridge thuốc pháo, các phanh gió được chuyển từ cánh sang bên hông thân nhằm tăng hiệu quả, các bề mặt kiểm soát được tăng cường, bốn đế được trang bị dưới cánh, và chiếc máy bay được trang bị tám khẩu súng máy Browning 12,7 mm (0,50 in) trên cánh, sau này được thay bằng bốn pháo M39 20 mm. Chiếc B-57B bay chuyến bay đầu tiên vào ngày 18 tháng 6 năm 1954. Chiếc máy bay bị ảnh hưởng bởi hoạt động kém của động cơ giống như phiên bản RB-57A và nhiều chiếc bị mất khi hoạt động tốc độ cao ở tầm thấp do hỏng điều khiển đuôi làm cho chiếc máy bay bị bổ nhào xuống đất. Không quân Mỹ cho rằng chiếc B-57B không phù hợp cho vai trò xâm nhập ban đêm, và hãng Martin đã tiến hành nâng cấp rộng rãi cho hệ thống điện tử của nó. Dù vậy, đến cuối năm 1957, các phi đội không quân chiến thuật được trang bị lại bằng kiểu máy bay siêu âm F-100 Super Sabre. Bộ chỉ huy Không quân Chiến lược Không quân Hoa Kỳ đã đưa những chiếc B-57 Canberra vào hoạt động từ năm 1956 đến năm 1962. Kế hoạch cho nghỉ hưu toàn bộ kiểu máy bay này bị trì hoãn do sự kiện bắt đầu Chiến tranh Việt Nam.

### Chiến tranh Việt Nam

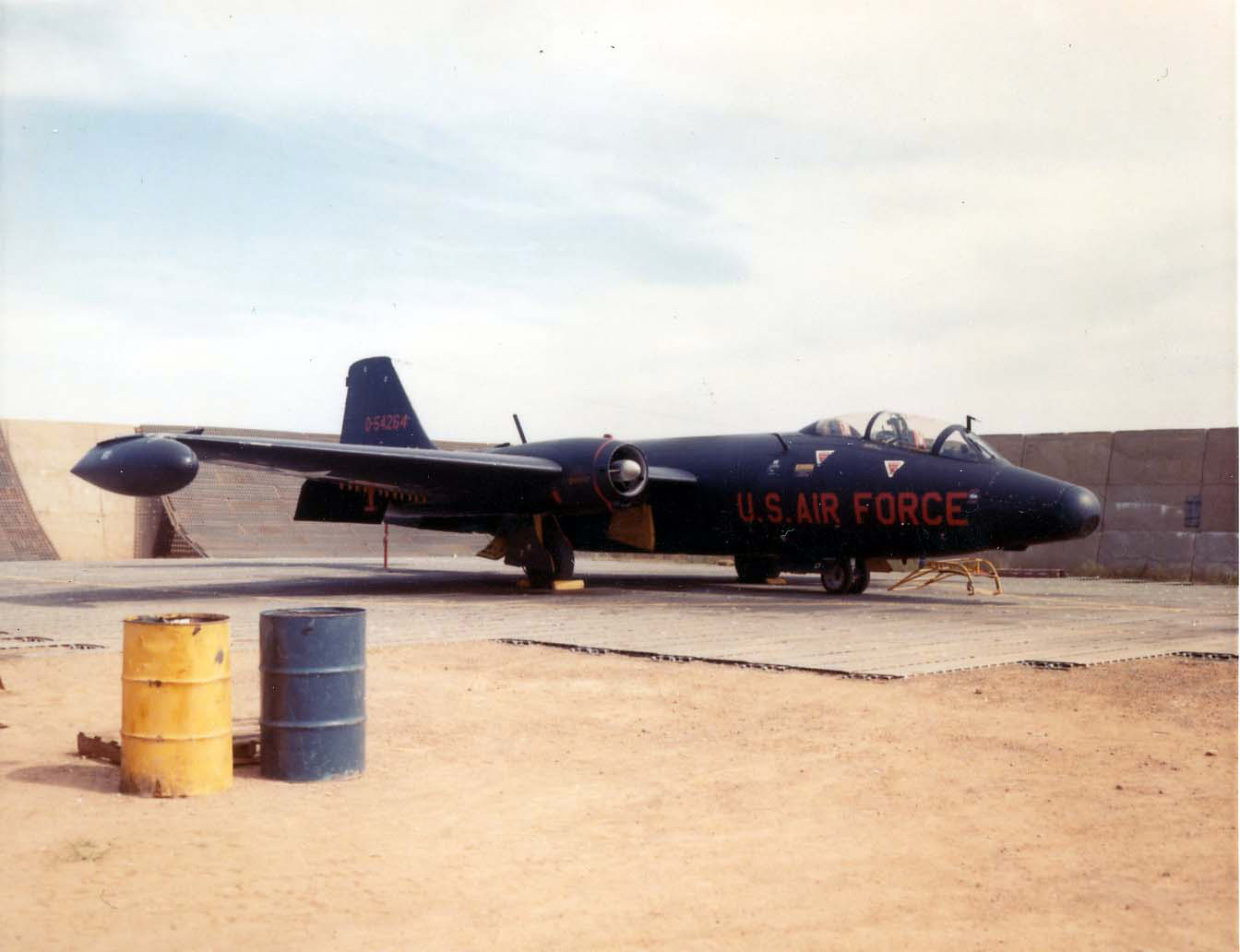
Chiếc RB-57E trong kế hoạch Patricia Lynn tại Đà Nẵng, tháng 1 năm 1964

Điều khôi hài là những chiếc B-57 đầu tiên được bố trí đến Nam Việt Nam không được dự định dành cho chiến đấu. Nhu cầu cần có thêm những máy bay trinh sát, đặc biệt là những chiếc có khả năng hoạt động ban đêm, đã đưa đến việc bố trí hai chiếc máy bay RB-57E vào ngày 15 tháng 4 năm 1963. Dưới kế hoạch Patricia Lynn những chiếc máy bay này thực hiện trinh sát bằng hồng ngoại sử dụng những máy ảnh Reconofax VI. Sau đó vào tháng 8 năm 1965, thêm một chiếc RB-57F được bố trí đến Căn cứ Udon Thani, Thái Lan trong một nỗ lực nhằm thu thập thông tin về các vị trí tên lửa đất-đối-không SAM của Bắc Việt Nam, ban đầu dưới kế hoạch Greek God và sau đó dưới kế hoạch Mad King. Đến tháng 12 một chiếc RB-57F khác được bố trí cho mục đích này dưới kế hoạch Sky Wave. Không có kế hoạch nào thu lượm được kết quả ích lợi và chúng lần lượt được kết thúc vào tháng 10 năm 1965 và tháng 2 năm 1966 tương ứng.
Việc bố trí những chiếc B-57B có khả năng chiến đấu thực sự thuộc các phi đội ném bom 8 và 13 đến Biên Hòa vào tháng 8 năm 1964 bắt đầu bằng việc mất ba chiếc máy bay khi vừa đến nơi do đụng nhau trên không. Có thêm năm chiếc bị phá hủy và 15 chiếc bị hư hại do một cuộc tấn công bằng pháo cối của lực lượng Quân Giải phóng miền Nam Việt Nam vào tháng 11 năm đó. Các phi vụ tầm thấp được gọi như là các chuyến bay huấn luyện được thực hiện hy vọng có được hiệu quả tâm lý. Phi vụ chiến đấu đầu tiên được thực hiện ngày 19 tháng 2 năm 1965. Việc tấn công đầu tiên ra Bắc Việt Nam xảy ra vào ngày 2 tháng 3 như là một phần của Chiến dịch Rolling Thunder. Chiếc máy bay thường mang tiêu biểu 9 bom 227 kg (500 lb) trong khoang chứa bom và 4 bom 340 kg (750 lb) dưới cánh. Vào tháng 4, Canberra bắt đầu thực hiện các chuyến bay xâm nhập ban đêm được hỗ trợ bởi những máy bay ném pháo sáng C-123 Provider hay C-130 Hercules và máy bay chiến tranh điện tử EF-10B Skyknight. Trong những phi vụ tấn công ra miền Bắc Việt Nam, những chiếc B-57B mang theo pháo sáng của riêng nó.
Vào ngày 16 tháng 5 năm 1965, một chiếc B-57B vũ trang bị nổ trên đường băng tại Biên Hòa gây ra một vụ nổ dây chuyền làm phá hủy thêm mười chiếc Canberra, mười một chiếc A-1 Skyraider và một chiếc F-8 Crusader. Do thiệt hại trong chiến đấu, vào tháng 10 năm 1966 những chiếc B-57B được chuyển ra Phan Rang nơi chúng hỗ trợ các chiến dịch tại khu vực Tam giác sắt cùng với những chiếc Canberra B.20 của Australia. Chiếc máy bay cũng tiếp tục những phi vụ bay đêm can thiệp chống lại Đường mòn Hồ Chí Minh. Trong số 94 chiếc B-57B được bố trí đến Đông Nam Á, có 51 chiếc Canberra bị mất trong chiến đấu và bảy chiếc khác bị mất do mọi nguyên nhân. Chỉ còn chín chiếc có thể bay được vào năm 1969.

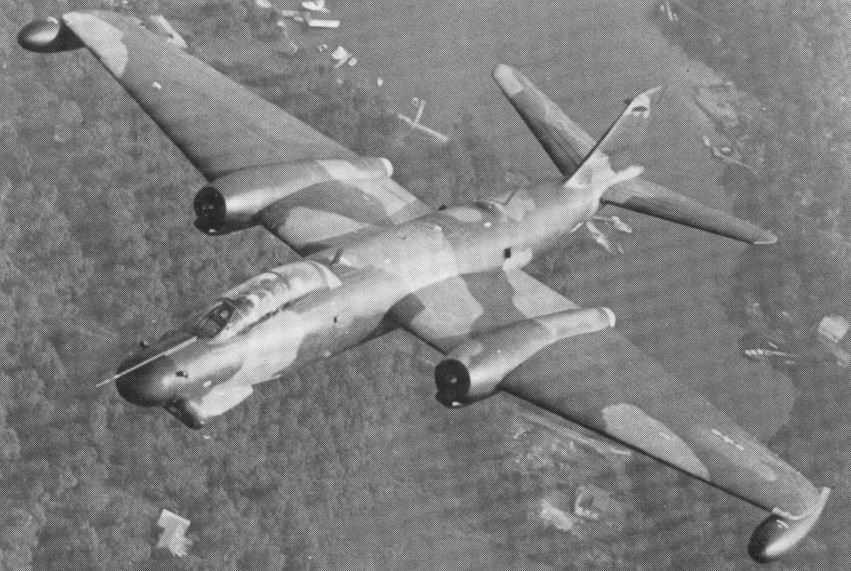
Chiếc "Tropic Moon III" B-57G trang bị cụm camera hồng ngoại FLIR/LLLTV bên trái mũi máy bay

Những chiếc B-57 đã quay trở lại đông Nam Á dưới biến thể Tropic Moon III B-57G, được bố trí đến Thái Lan từ mùa Thu năm 1970. Được dự định trong vai trò máy bay xâm nhập ban đêm để tấn công dọc theo Đường mòn Hồ Chí Minh, những chiếc máy bay này được trang bị nhiều loại cảm biến mới và các thiết bị khác, và có khả năng ném bom dẫn đường bằng laser. Số lượng mục tiêu bị tiêu diệt trong Chiến dịch Commando Hunt giữa B-57G so với chiếc AC-130A/E cho thấy nó không phù hợp cho vai trò tìm diệt xe tải. Một nỗ lực phối hợp cả hai kiểu này đã đưa đến một chiếc B-57G được cải biến có một khoang bom đặc biệt gắn một tháp súng Emerson TAT-161 cùng một khẩu pháo M61 Vulcan 20 mm trong kế hoạch Pave Gat. Những kết quả yếu kém đã dẫn đến việc hệ thống này không được sản xuất và chiếc nguyên mẫu không được bố trí đến chiến trường. Chiếc B-57G được rút khỏi Thái Lan từ tháng 5 năm 1972. Có những kế hoạch nhằm tiếp tục chương trình B-57G nhưng việc cắt giảm ngân sách sau chiến tranh đã khiến buộc phải từ bỏ những kế hoạch này.
Trong một giai đoạn ngắn, lực lượng Không quân Nam Việt Nam đã sử dụng bốn chiếc máy bay B-57B. Không quân Nam Việt Nam đã không chính thức sở hữu những chiếc máy bay này, và sau những tai nạn cùng những vấn đề khác, bao gồm những than phiền của phi công Việt Nam rằng chiếc B-57 vượt quá khả năng thể hình của họ, chương trình được kết thúc vào tháng 4 năm 1966, và những chiếc máy bay được hoàn trả về đơn vị gốc trong Không quân Hoa Kỳ.

### Pakistan

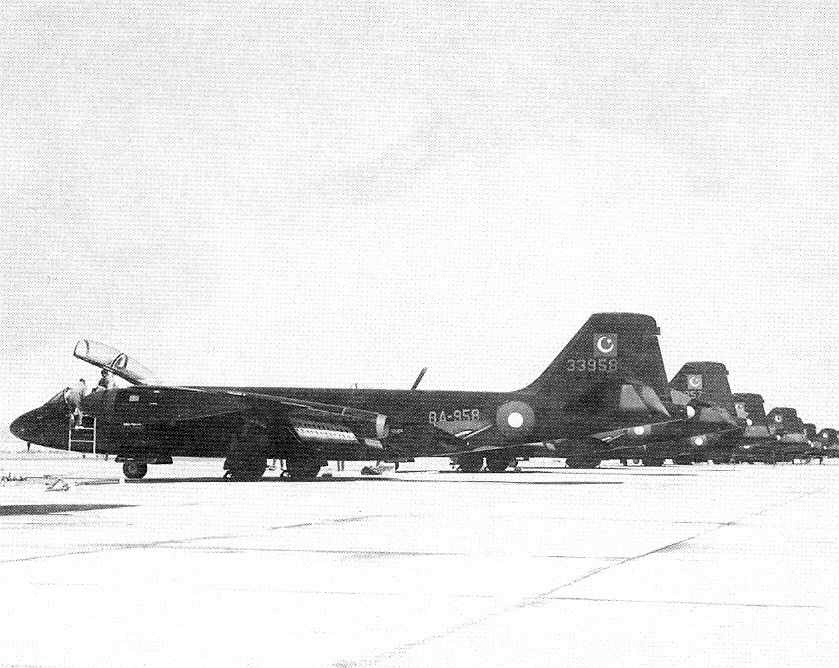
Những chiếc B-57 của Không quân Pakistan.

Không quân Pakistan là một trong những lực lượng sử dụng B-57 chủ yếu và đã đưa chúng ra hoạt động trong hai cuộc chiến tranh với Ấn Độ. Trong cuộc Chiến tranh Kashmir lần hai vào năm 1965, những chiếc B-57 đã thực hiện 167 phi vụ và ném trên 600 tấn bom. Ba chiếc B-57 đã bị mất trong khi hoạt động cùng với một chiếc máy bay tình báo điện tử RB-57F. Tuy nhiên, chỉ có một trong số ba máy bay bị mất mới thực sự là do hoạt động của đối phương. Trong chiến tranh, phi đoàn ném bom của Không quân Pakistan tập trung tấn công các sân bay phía Bắc Ấn Độ. Để tránh những chiếc máy bay tiêm kích-ném bom đối phương, những chiếc B-57 hoạt động từ nhiều sân bay khác nhau, và bay đến các mục tiêu theo một dòng với thời gian cách nhau khoảng 15 phút, cách mà các nhà chiến lược Pakistan tin rằng sẽ phá vỡ đáng kể những nỗ lực chung của Không quân Ấn Độ.
Trong cuộc Chiến tranh Ấn Độ-Pakistan 1971, Không quân Pakistan lại sử dụng những chiếc B-57. Ngay trong đêm đầu tiên, 12 sân bay của Không quân Ấn Độ trở thành mục tiêu với 183 quả bom đã được ném. Khi chiến tranh tiếp diễn, những chiếc B-57 Pakistan thực hiện nhiều phi vụ ban đêm. Con số tổn thất cao hơn so với năm 1965, với ít nhất năm chiếc B-57 bị loại khỏi phục vụ khi chiến tranh kết thúc. Chúng được rút khỏi phục vụ trong Không quân Pakistan vào năm 1985.

### Phiên bản trinh sát RB-57

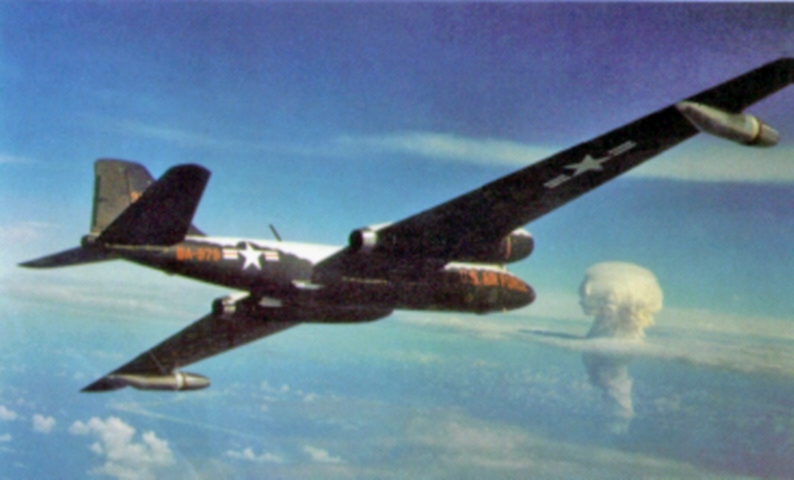
Một chiếc RB-57D Canberra đang quan sát Thử nghiệm Juniper.

Trong khi Không quân Hoa Kỳ cho rằng chiếc B-57A còn thiếu sót, phiên bản trinh sát hình ảnh RB-57A được sử dụng trong một số trường hợp. Bay chuyến bay đầu tiên vào tháng 10 năm 1953, những chiếc RB-57A được trang bị đầy đủ cho Không đoàn Trinh sát Chiến thuật 363 ở Căn cứ Không quân Shaw vào tháng 7 năm 1954. Chiếc máy bay cũng được bố trí đến các phi đội Không quân Mỹ tại Đức, Pháp và Nhật Bản. Tuy nhiên, tình trạng sẵn sàng hoạt động rất kém và chiếc máy bay chịu ảnh hưởng bởi việc trì hoãn sản xuất do những sự cố về động cơ. Wright đã giao việc sản xuất kiểu động cơ J65 cho nhà thầu phụ Buick gây ra hậu quả giao hàng chậm trễ và xu hướng làm cháy dầu khiến khói tuôn mù mịt trong buồng lái. Những vấn đề này được cải thiện khi Wright đảm trách trực tiếp việc sản xuất động cơ vào năm 1954. RB-57A cũng chịu ảnh hưởng bởi tỉ lệ tai nạn rất cao, một phần là do khả năng điều khiển bay chỉ còn một động cơ rất kém, khiến cả đội máy bay RB-57A phải trải qua gần trọn năm 1955 trên mặt đất. Đến năm 1958, tất cả những chiếc RB-57A được thay thế bởi Douglas RB-66B và RF-101A trong hoạt động thường trực.
Các đơn vị Không lực Vệ binh Quốc gia đã dùng những chiếc RB-57A để khảo sát hình ảnh lục địa Hoa Kỳ, và đã thay đổi những chiếc máy bay cuối cùng vào năm 1971. Hai chiếc RB-57A được Không quân Trung Hoa Dân Quốc sử dụng cho những phi vụ trinh sát bên trên lãnh thổ nước Cộng hòa Nhân dân Trung Hoa. Một trong số chúng bị một máy bay MiG-17 Trung Quốc bắn rơi vào ngày 18 tháng 2 năm 1958. Đến năm 1959, một chiếc RB-57A do một Đại úy Không quân Trung Hoa Dân Quốc lái đã bị một tên lửa đất-đối-không SA-2 SAM bắn rơi bên trên lãnh thổ Trung Quốc, đánh dấu lần đầu tiên kiểu tên lửa đất-đối-không được mang ra sử dụng trong chiến đấu thành công. Có thêm hai chiếc RB-57A khác được Cục hàng không dân dụng Liên bang Hoa Kỳ sử dụng nhằm vạch các đường bay ở cao độ cao dành cho các máy bay phản lực dân dụng sắp ra đời. Một số chiếc RB-57 được Liên đội Hỗ trợ 7499 tại Wiesbaden sử dụng trong các phi vụ trinh sát 'Heart Throb' bên trên lãnh thổ châu Âu.  Lưu trữ ngày 27 tháng 9 năm 2011 tại Wayback Machine
Bắt đầu từ năm 1959, Martin bắt đầu cải biến những chiếc RB-57A nghỉ hưu với những thiết bị phản công điện tử (ECM) trong khoang bom. Được đặt lại tên là EB-57A, những chiếc máy bay này được bố trí cùng các phi đội Đánh giá Hộ thống Phòng thủ để đóng vai trò kẻ xâm nhập nhằm huấn luyện các đơn vị phòng không trong nghệ thuật chiến tranh điện tử. Các phiên bản máy bay ném bom sau đó cũng được cải biến cho vai trò này.

## Các phiên bản

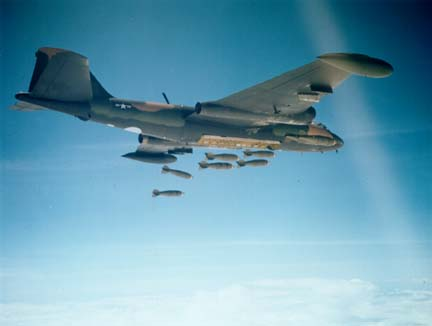
Máy bay B-57 Không quân Hoa Kỳ đang ném bom 340 kg (750 lb)

Một chiếc WB-57F đang bay bên trên Vịnh Mexico gần căn cứ NASA JSC.

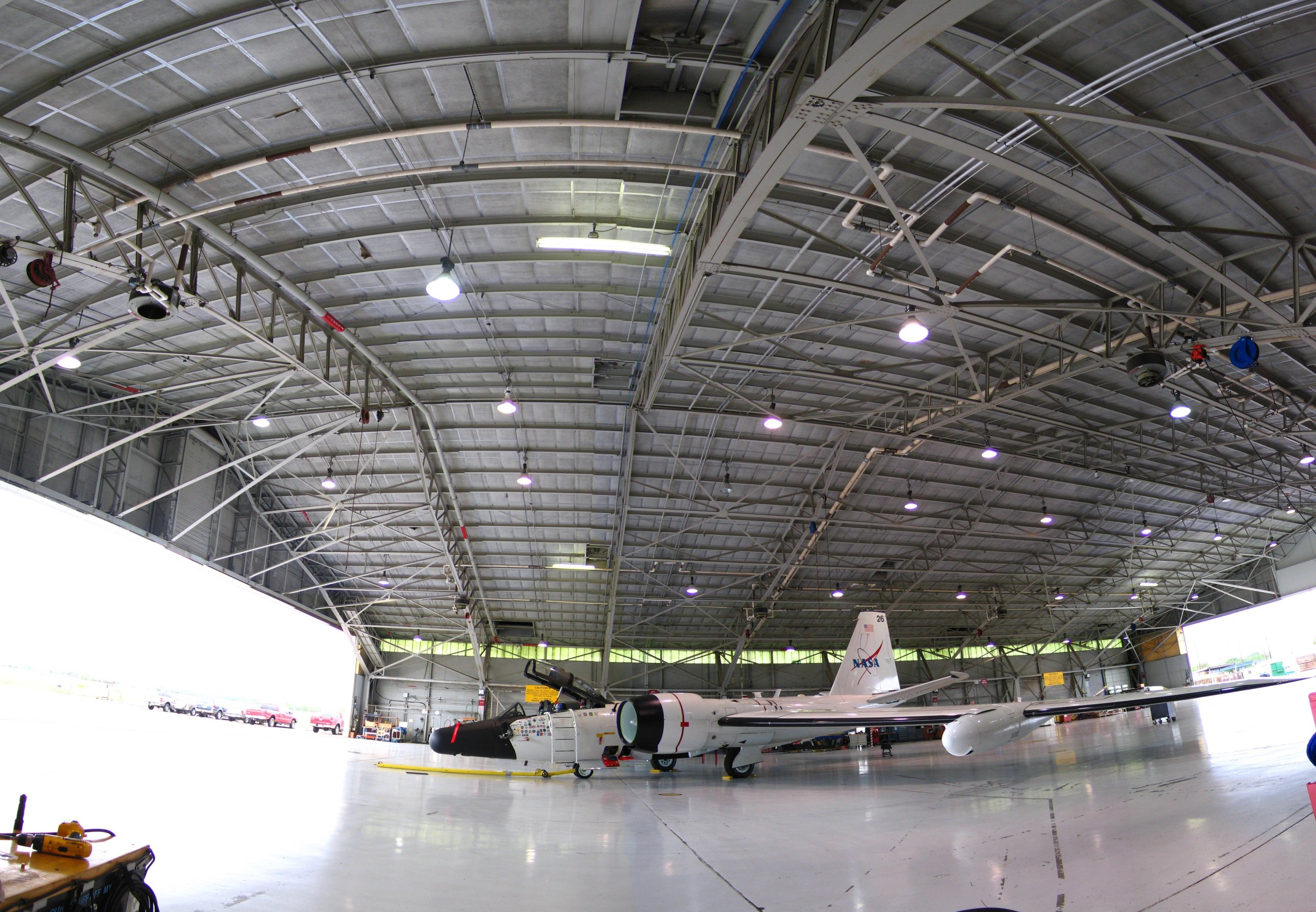
Ảnh toàn cảnh kho máy bay 990 của sân bay Ellington, với một trong hai chiếc WB-57F bên trong.

B-57A
Phiên bản sản xuất đầu tiên. Có tám chiếc được chế tạo.
B-57B
Phiên bản sản xuất hằng loạt, buồng lái kiểu trước-sau, tám súng máy 12,7 mm (0,50 inch) hoặc bốn pháo 20 mm, bốn đế cánh. Có 202 chiếc được chế tạo.
B-57C
Phiên bản huấn luyện với hệ thống điều khiển kép, bay chuyến bay đầu tiên vào ngày 30 tháng 12 năm 1954. Có 38 chiếc được chế tạo.
B-57E
Phiên bản giả lập mục tiêu, bay chuyến bay đầu tiên vào ngày 16 tháng 5 năm 1956. Có 68 chiếc được chế tạo.
B-57G
Kiểu B-57B được cải biến thành máy bay xâm nhập ban đêm, trang bị FLIR, LLTV và thiết bị laser trước mũi, có khả năng mang bom điều khiển bằng laser. Có 16 chiếc được cải biến.
EB-57A
Kiểu RB-57A được cải biến thành máy bay xâm nhập điện tử.
EB-57B
Kiểu B-57B được cải biến thành máy bay phản công điện tử.
EB-57D
Kiểu RB-57D được cải biến thành máy bay phản công điện tử.
EB-57E
Kiểu B-57E được cải biến thành máy bay xâm nhập điện tử.
RB-57A
Phiên bản trinh sát hình ảnh với máy ảnh được trang bị trong khoang bom phía sau. Có 67 chiếc được chế tạo.
RB-57B
Kiểu B-57B được cải biến thành máy bay trinh sát hình ảnh.
RB-57D
Phiên bản trinh sát hình ảnh tầm cao, trang bị động cơ J57-P-9, sải cánh kéo dài đến 32 m (105 ft), bay chuyến bay đầu tiên vào ngày 3 tháng 11 năm 1955. Có 20 chiếc được chế tạo.
RB-57E
Kiểu B-57E được cải biến thành máy bay trinh sát hoạt động trong mọi thời tiết, sử dụng trong các phi vụ "Patricia Lynn" trong Chiến tranh Việt Nam. Có sáu chiếc được cải biến.
RB-57F
Phiên bản trinh sát hình ảnh tầm cao được phát triển bởi General Dynamics, trang bị động cơ TF33-P-11A turbo quạt ép và khả năng mang động cơ J60-P-9 turbo phản lực, bay chuyến bay đầu tiên vào ngày 23 tháng 6 năm 1963. Có 21 chiếc được cải biến (từ ba chiếc RB-57A, bốn chiếc RB-57D, số còn lại từ B-57B).
WB-57F
Kiểu RB-57F được cải biến thành máy bay trinh sát thời tiết. Được sử dụng để lấy mẫu không khí trên tầm cao hỗ trợ việc thử nghiệm vũ khí hạt nhân và nghiên cứu thời tiết. Hai chiếc WB-57F được chuyển cho NASA và là những chiếc B-57 duy nhất còn bay cho đến hôm nay  Lưu trữ ngày 15 tháng 10 năm 2011 tại Wayback Machine (2007). Chúng được sử dụng trong nghiên cứu khí quyển và theo dõi việc cất cánh và hạ cánh của tàu con thoi.

## Các nước sử dụng

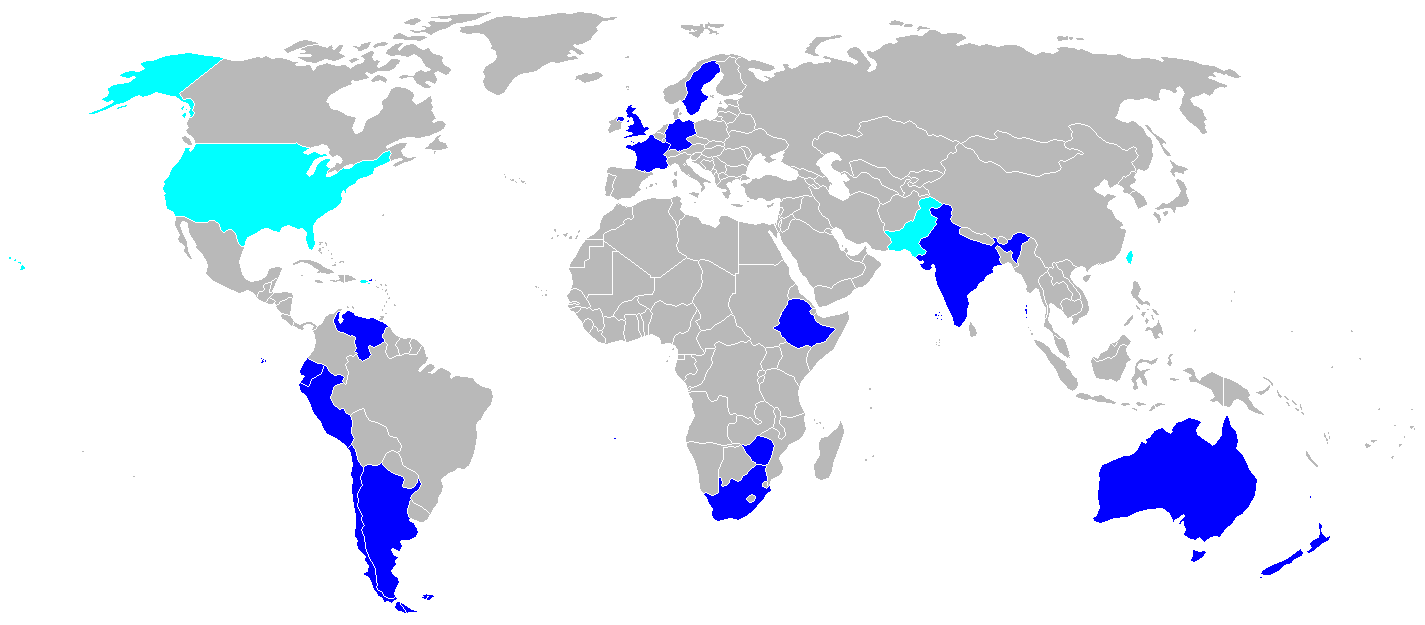
Các nước sử dụng English Electric Canberra (xanh đậm) và B-57 Canberra (xanh nhạt)

Pakistan
- Không quân Pakistan

 Đài Loan
- Không quân Trung Hoa Dân quốc

 Hoa Kỳ
- Không quân Hoa Kỳ
- NASA

## Đặc điểm kỹ thuật (B-57B)

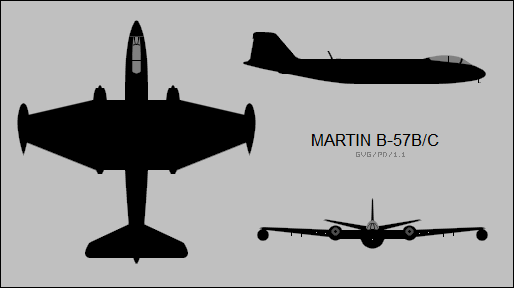
Martin B-57B Canberra

Nguồn: Quest for Performance

### Đặc tính chung
- Đội bay: 02 người
- Chiều dài: 20,0 m (65 ft 6 in)
- Sải cánh: 19,5 m (64 ft 0 in)
- Chiều cao: 4,52 m (14 ft 10 in)
- Diện tích bề mặt cánh: 89 m² (960 ft²)
- Diện tích cản: 1,06 m² (11,45 ft²)
- Hệ số nâng/lực cản: 0,0119
- Tỉ lệ dài/rộng cánh: 4,27
- Lực nâng của cánh: 205 kg/m² (42 lb/ft²)
- Trọng lượng không tải: 12.285 kg (27.090 lb)
- Trọng lượng có tải: 18.300 kg (40.345 lb)
- Trọng lượng cất cánh tối đa: 24.365 kg (53.720 lb)
- Động cơ: 2 x động cơ Wright J65-W-5 turbo phản lực lực đẩy 7.220 lbf (32,1 kN) mỗi động cơ

### Đặc tính bay
- Tốc độ lớn nhất: 960 km/h (Mach 0,79, 598 mph) ở độ cao 760 m (2.500 ft)
- Tốc độ bay đường trường: 765 km/h (414 knots, 476 mph)
- Tốc độ chòng chành: 200 km/h (108 knot, 124 mph)
- Tầm bay tối đa: 4.380 km (2.360 nm, 2.720 mi)
- Bán kính chiến đấu: 1.530 km (825 nm, 950 mi) với 2.380 kg (5.250 lb) bom
- Trần bay: 13.745 m (45.100 ft)
- Tốc độ lên cao: 31,4 m/s (6.180 ft/min)
- Tỉ lệ lực đẩy/khối lượng: 0,36
- Tỉ lệ lực nâng/lực cản: 15,0

### Vũ khí
- 4 x pháo M39 20 mm (0,787 in), 290 viên đạn mỗi khẩu
- 2.000 kg (4.500 lb) bom trong khoang chứa bom, bao gồm bom nguyên tử
- 1.300 kg (2.800 lb) bom trên bốn đế dưới cánh, bao gồm rocket không điều khiển

### Thiết bị điện tử
- Hệ thống ném bom dẫn đường bằng radar APW-11
- Hệ thống ném bom SHORAN
- Radar cảnh báo APS-54

## Nội dung liên quan

### Máy bay liên quan
- English Electric Canberra

### Máy bay tương tự
- AJ Savage
- Avro CF-100
- B-45 Tornado
- Ilyushin Il-28
- Martin XB-51

### Trình tự thiết kế
- B-52 - XB-53 - B-54 - XB-55 - B-56 - B-57 - B-58 - XB-59 - YB-60

### Danh sách liên quan
- Danh sách máy bay chiến đấu
- Danh sách máy bay quân sự Hoa Kỳ